# Stenalcidia vacillaria
Stenalcidia vacillaria är en fjärilsart som beskrevs av Achille Guenée 1857. Stenalcidia vacillaria ingår i släktet Stenalcidia och familjen mätare. Inga underarter finns listade i Catalogue of Life.